# Línea 6 del Metro de Santiago
La Línea 6 es una de las siete líneas que conforman actualmente el Metro de Santiago en Chile. Posee diez estaciones y una extensión de 15 kilómetros en siete comunas. Conecta el sector surponiente y centro-sur, con el sector nororiente de la capital, entre Cerrillos y Providencia en aproximadamente 20 minutos. 
Combina con la Línea 1 en Los Leones, Línea 2 en Franklin, Línea 3 en Ñuñoa, Línea 5 en Ñuble. En 2030, tendrá combinación con las futuras Línea 8 y Línea 9 en Los Leones y Bío Bío, respectivamente. El color distintivo es el morado.
Fue anunciada por la presidenta Michelle Bachelet el 29 de diciembre de 2009, iniciando su construcción hacia el año 2014, y su inauguración fue el 2 de noviembre de 2017.
Es la segunda línea de metro más pequeña de la red, antecedida por la Línea 4A, y su principal función es articular la red de metro generando nuevas combinaciones y alternativas de traslados.
Es la primera línea de la red en utilizar trenes sin conductor y puertas de andén, siendo además completamente automatizada. Posee similitud, en cuanto a operación, con la Línea 4 del Metro de São Paulo y la Línea 14 del Metro de París.
Durante el año 2021 se realizaron más de 20 millones de viajes, siendo la segunda línea menos ocupada de la red, con un 6 %.

## Historia

### Anuncio oficial y críticas iniciales (2009-2010)

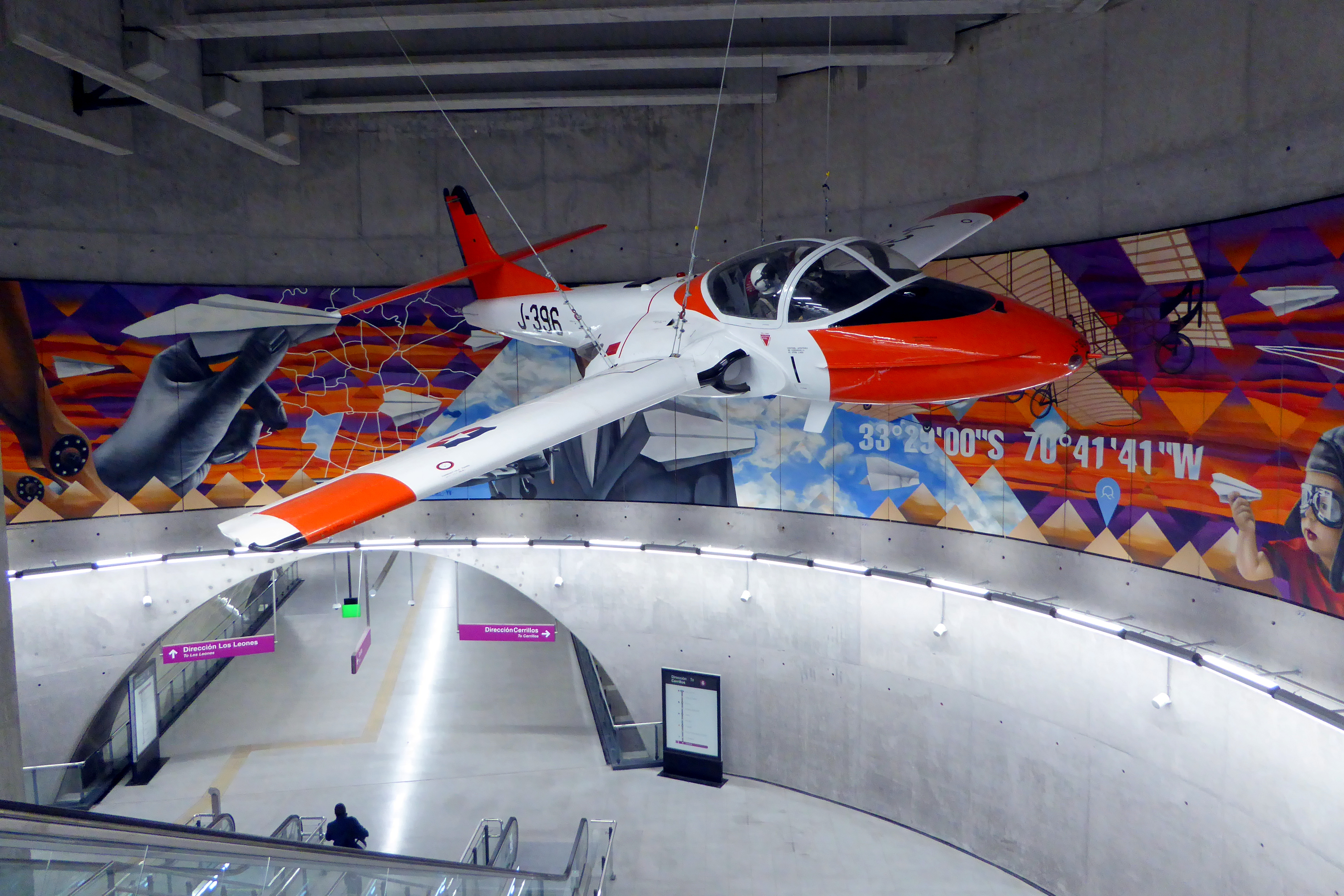
El proyecto original contempló la estación terminal en las cercanías del antiguo Aeropuerto de Los Cerrillos, la cual fue inaugurada en 2017.

El 29 de diciembre de 2009, la entonces presidenta Michelle Bachelet anunció la construcción de una línea recientemente diseñada y que había arremetido con fuerza en los últimos meses de investigación.
El plan original de la Línea 6 comenzaría en Tobalaba, junto al complejo inmobiliario Costanera Center, para conectar con la estación Pedro de Valdivia de la Línea 1 hacia el poniente, virando luego hacia al sur hasta el Estadio Nacional y de allí al poniente usando el recorrido sur del Ferrocarril de Circunvalación, activo en el siglo XX (cruzando las líneas 5 y 2 en las estaciones Ñuble y Rondizzoni, respectivamente), hasta conectar con la Ciudad Parque Bicentenario en Cerrillos.
El recorrido original beneficiaría a las comunas de Cerrillos, Estación Central, Pedro Aguirre Cerda, Santiago, San Miguel, San Joaquín, Ñuñoa, Providencia y Las Condes. Asimismo, la inversión fue estimada inicialmente en 900 millones de dólares para estar operativa en 2014. Dentro de las razones esgrimidas para la construcción de esta línea, que en un comienzo fue denominada también como «Línea Expreso Sur», estuvo el descongestionamiento de la Línea 1, la incorporación y activación de la zona centro-sur de Santiago a la red, especialmente en el sector del Zanjón de la Aguada y del Parque Bicentenario, y la utilización de la faja ferroviaria, abaratando costos respecto a otras alternativas.
El proyecto fue objeto de cuestionamientos políticos: siendo candidato presidencial de las elecciones presidenciales de 2009, Sebastián Piñera criticó fuertemente su implementación. Tras su victoria, planteó tanto su reestructuración como su cancelación, de manera de favorecer a la construcción de la postergada Línea 3.
En enero de 2010, la asesora de Transportes del «Grupo Tantauco», ligada al primer mandatario, Ana Luisa Covarrubias, planteó que el trazado de la Línea 6 no cumplía con la demanda de pasajeros exigida para llevar a cabo tales proyectos, agregando que sería más rentable construir corredores segregados de buses.
El entonces alcalde de Ñuñoa, Pedro Sabat, criticó que la línea circularía por zonas de baja densidad habitacional y auguró poca demanda de pasajeros para el trazado planteado. En contraparte, académicos de la Facultad de Arquitectura de la Pontificia Universidad Católica de Chile aseguraron que la Línea 6 tenía amplia ventaja por sobre la 3, debido a la mayor captación de pasajeros y precios, la mayor descarga de la Línea 1, la rentabilidad social, y el mejoramiento urbano que lleva a zonas deterioradas de la ciudad.

### Cambios al proyecto original (2011-2012)

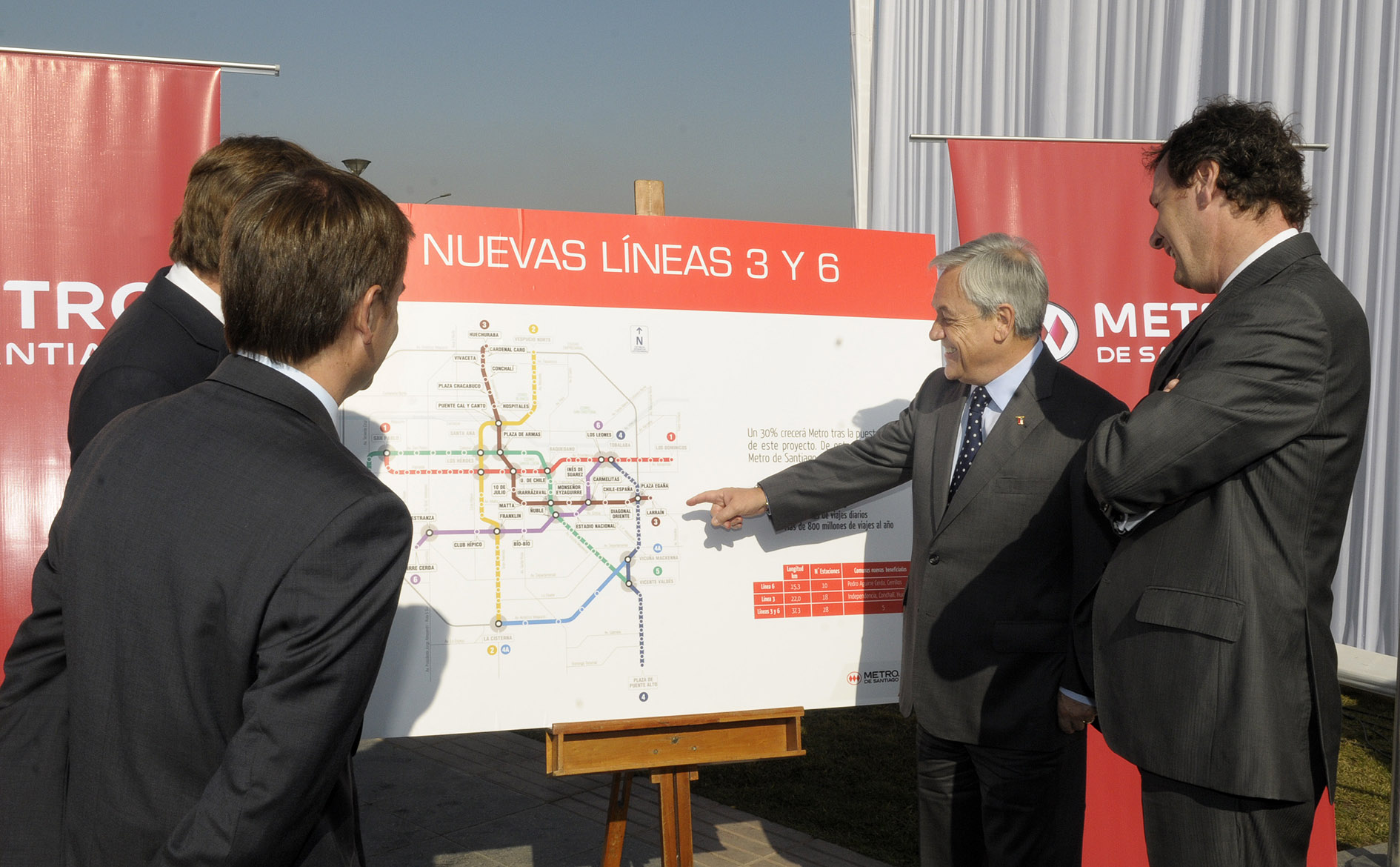
Presidente Sebastián Piñera anuncia el cambio de diseño de las líneas 3 y 6 del Metro de Santiago en 2011.

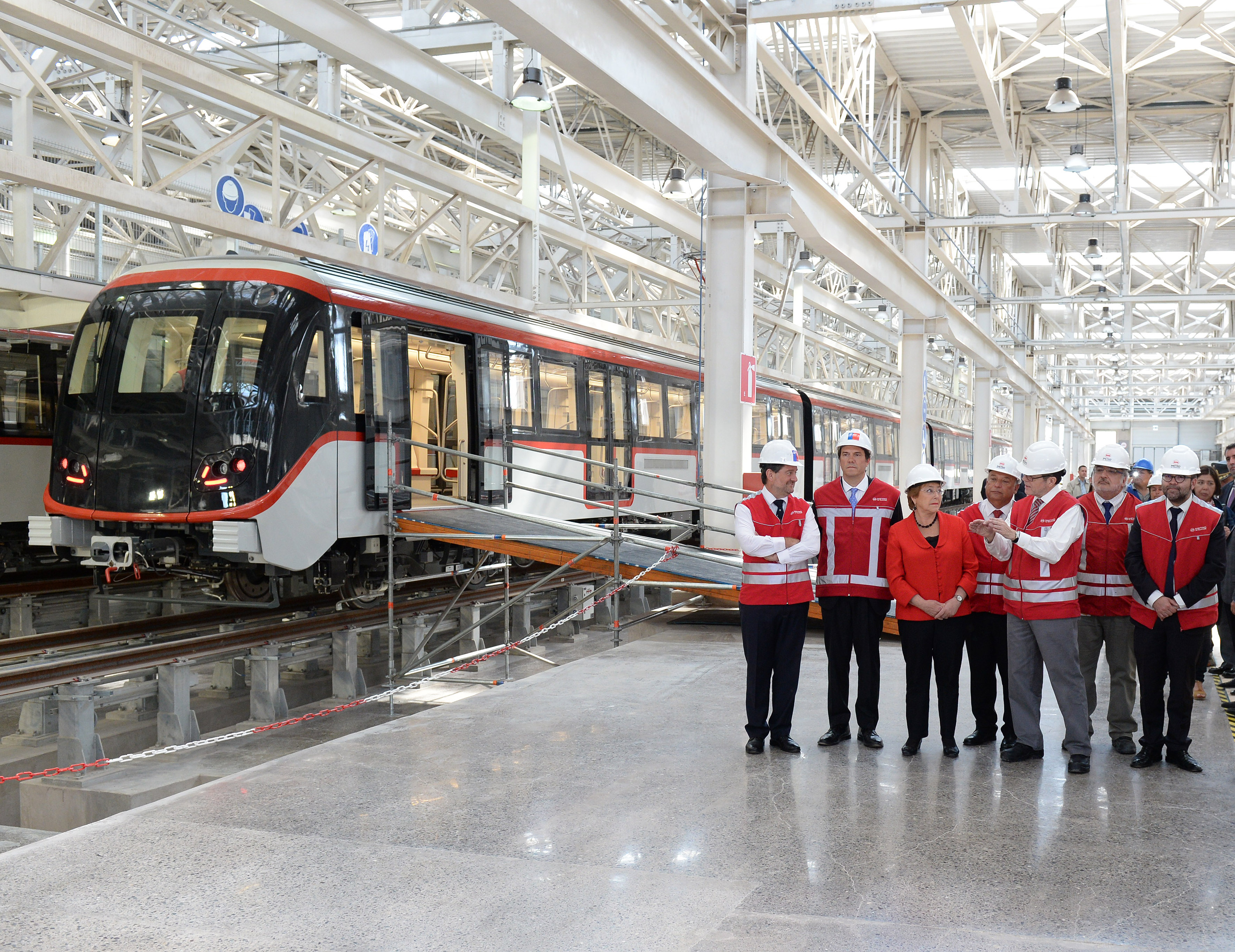
Presidenta Michelle Bachelet visita instalaciones del Taller Cerrillos en 2016.

En los días de campaña previo a su elección en segunda vuelta, Sebastián Piñera aseguró a vecinos de Conchalí que el proyecto de la Línea 3 era viable y que se realizaría bajo su mandato, poniendo en entredicho la construcción de la Línea 6 en caso de ganar.[cita requerida] Días después, la SECTRA dijo que era posible una construcción conjunta de ambas líneas, siempre y cuando se fuera realizando por etapas. Finalmente la Línea 3 del Metro de Santiago comenzó su construcción de forma paralela a la Línea 6 y se espera que sea inaugurada una primera etapa en 2018 y la otra en 2019. En julio de 2011, el diseño definitivo de ambos proyectos fue publicado.[cita requerida]
En tanto, la Línea 6 presentó varios cambios: en el tramo final se dejó una única combinación con L1 en Los Leones (eliminando así las estaciones en Pedro de Valdivia y Tobalaba) y la estación Maestranza (originalmente llamada San Eugenio) fue movida unos metros para calzar con la combinación del servicio de trenes a Rancagua. La Línea 6, que estaría operativa en 2016, tendría un costo final de 1.036 millones de dólares. El proyecto también presentó varios cambios para los nuevos trenes, que contarían con aire acondicionado, cámaras de seguridad y conducción automatizada.
En enero de 2012, fue anunciado que las estaciones Club Hípico y Maestranza serían movidas 400 metros al sur, alejándose del eje del zanjón de la Aguada y quedando a lo largo de la Avenida Carlos Valdovinos. Este cambio benefició directamente a los vecinos de la comuna de Pedro Aguirre Cerda, mejorando la plusvalía del área e incrementando el número de proyectos inmobiliarios y comerciales.[cita requerida] El costo de dicho cambio fue estimado en 6 millones de dólares. Asimismo, se modificaron algunos nombres de las estaciones: «Pedro Aguirre Cerda» pasó a llamarse «Cerrillos», «Club Hípico» pasó a llamarse «Presidente Pedro Aguirre Cerda», mientras «Maestranza» cambió nuevamente de nombre y quedó como «Lo Valledor».

### Controversia por estación Eliodoro Yáñez (2013-2014)
En febrero de 2013, la entonces alcaldesa de Providencia, Josefa Errázuriz, solicitó la reposición de la estación «Eliodoro Yáñez» y realizó protestas junto a vecinos del sector quienes apoyaron la construcción de la estación. Tras negociaciones directas entre la municipalidad y la empresa, Metro de Santiago anunció la reevaluación de la construcción de dicha estación, solicitando nuevos estudios técnicos.  En febrero de 2014, Metro de Santiago anunció que evaluaría la construcción de la estación si los estudios de rentabilidad social entregan un resultado favorable.  La Municipalidad de Providencia aseguró estar dispuesta a ceder terrenos con el fin de que la estación pudiera ser construida. Sin embargo, la estación fue descartada.

### Marcha blanca e inicio de operaciones (2017)

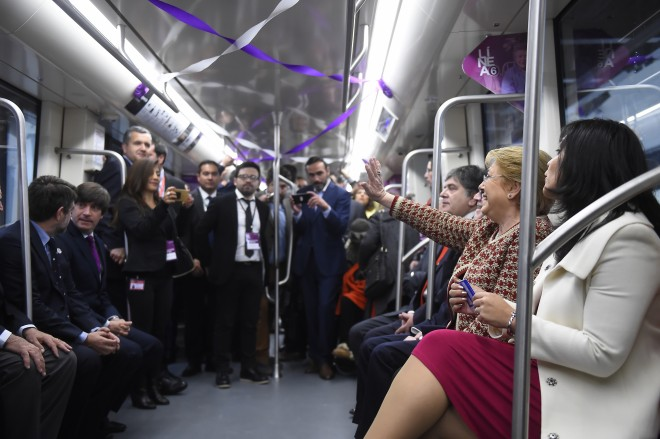
Viaje inaugural de la Línea 6 del Metro de Santiago en 2017

El 4 de julio de 2017 inició el proceso de marcha blanca de la Línea 6. La ceremonia, realizada en la estación Bío Bío, estuvo encabezada por la presidenta de la República, Michelle Bachelet, la ministra de Transportes, Paola Tapia, y Ricardo Azócar, presidente de Metro. En la ocasión, Bachelet recorrió las instalaciones de la estación Bío Bío y realizó un viaje de prueba hasta la estación Estadio Nacional.
Se esperaba que la Línea 6 estuviese en operaciones durante el mes de septiembre de 2017, sin embargo, posteriormente se anunció que estaría operativa durante los primeros días de octubre, lo cual fue nuevamente aplazado para finales del mismo mes, y posteriormente a noviembre del mismo año, debido a retrasos en la entrega por parte de Metro y a fallas detectadas durante la marcha blanca.

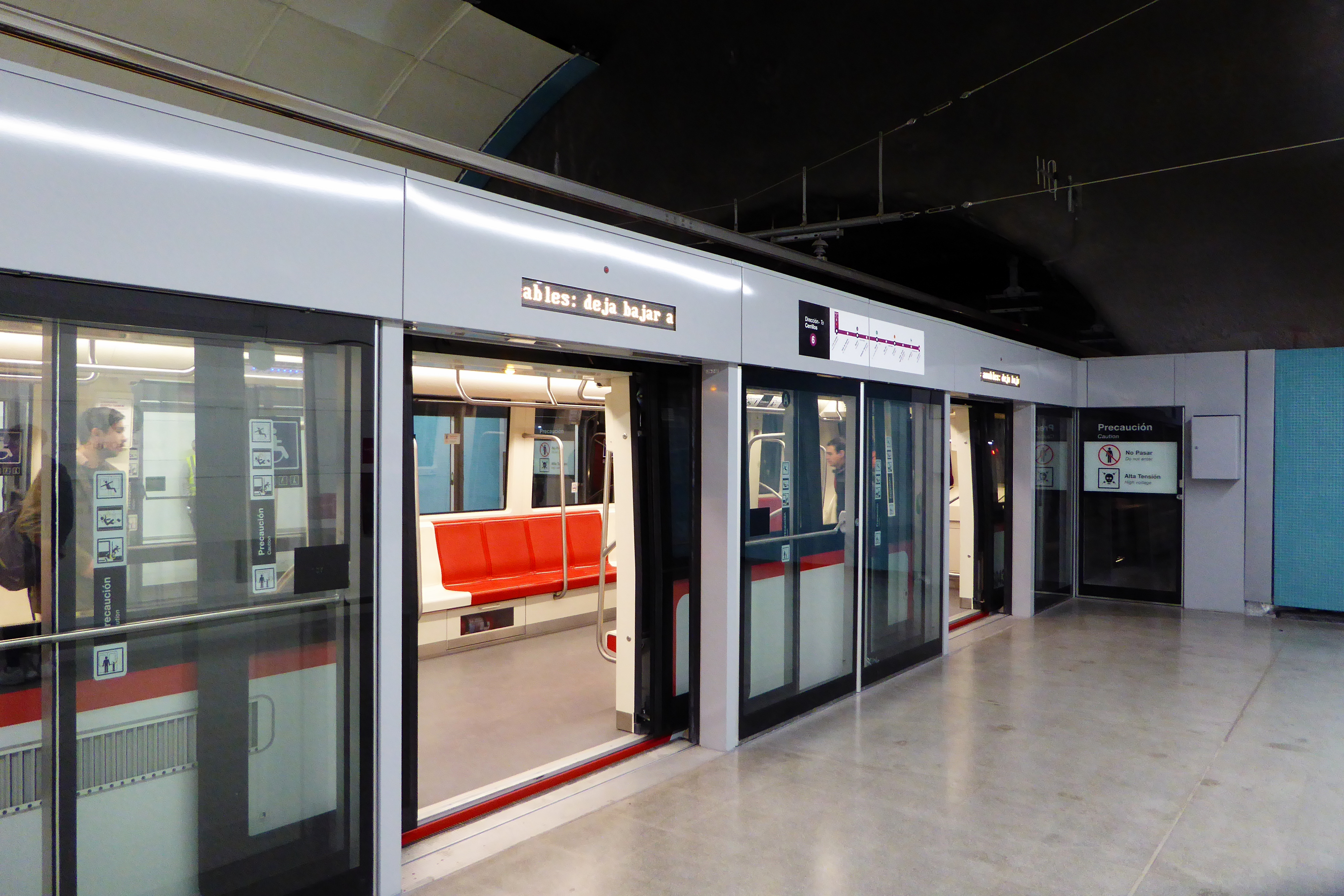
La Línea 6 fue la primera línea de la red en utilizar puertas de andén.

El 23 de octubre de ese año se confirmó la fecha oficial de inauguración de la red: 2 de noviembre de 2017. En la mañana de ese día se realizó la ceremonia inaugural, que contó con la asistencia de la presidenta Michelle Bachelet, la ministra de Transportes y Telecomunicaciones Paola Tapia y el intendente Claudio Orrego, junto a las autoridades de metro. A las 16:00 horas de ese día, la Línea 6 fue abierta al público.
El 20 de octubre de 2023, por motivo del inicio de los Juegos Panamericanos de 2023, se cerró un tramo de la línea para transportar 3800 deportistas entre la Villa Panamericana y el Estadio Nacional, lo que marcó un hito a nivel panamericano por el uso del transporte público en el evento y generó comentarios positivos sobre la calidad del Metro de Santiago por parte de visitantes extranjeros.

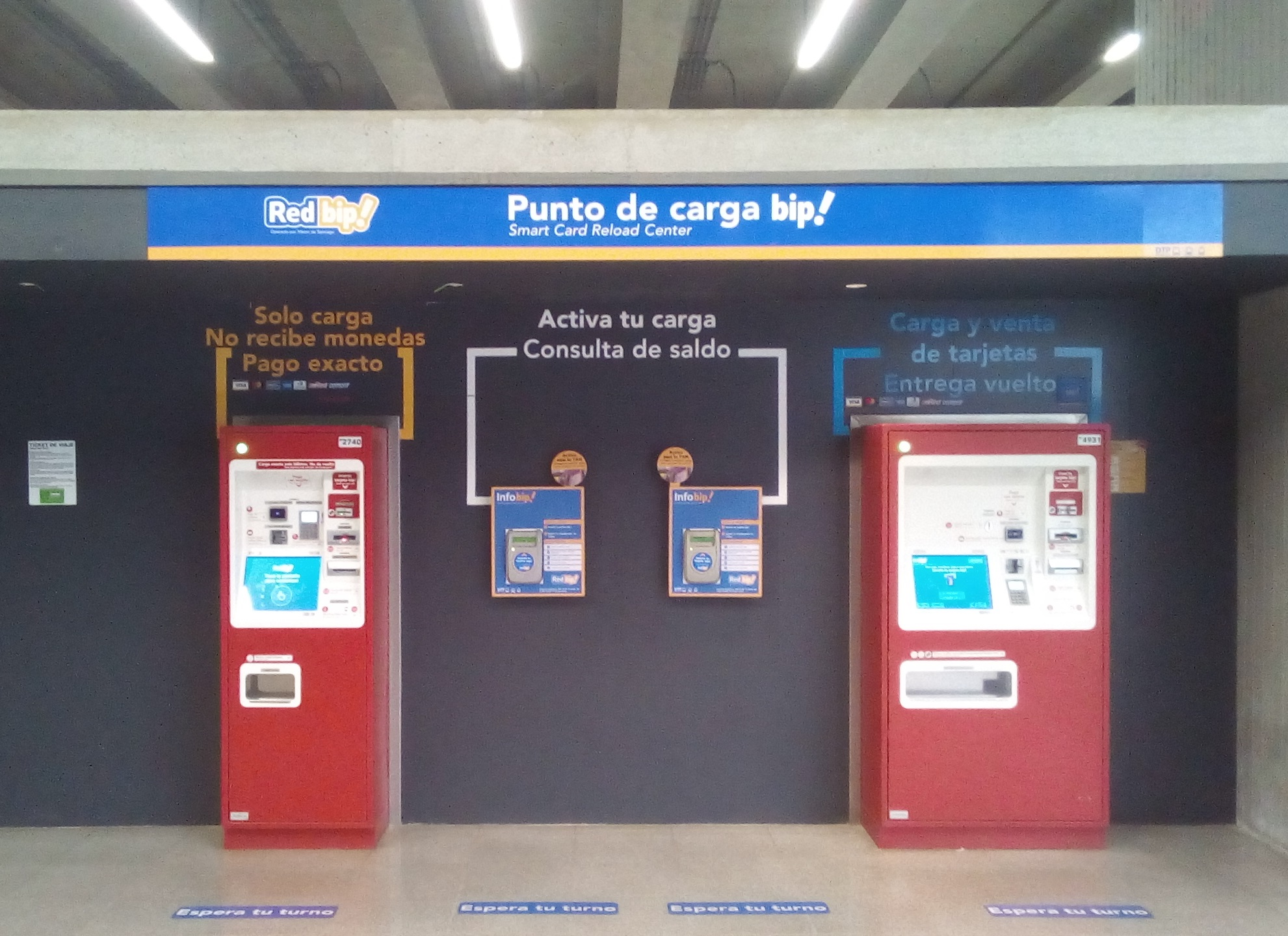
Máquinas de carga de tarjeta bip! en la estación Estadio Nacional.

## Extensiones

### Estación «Lo Errázuriz» (2027)

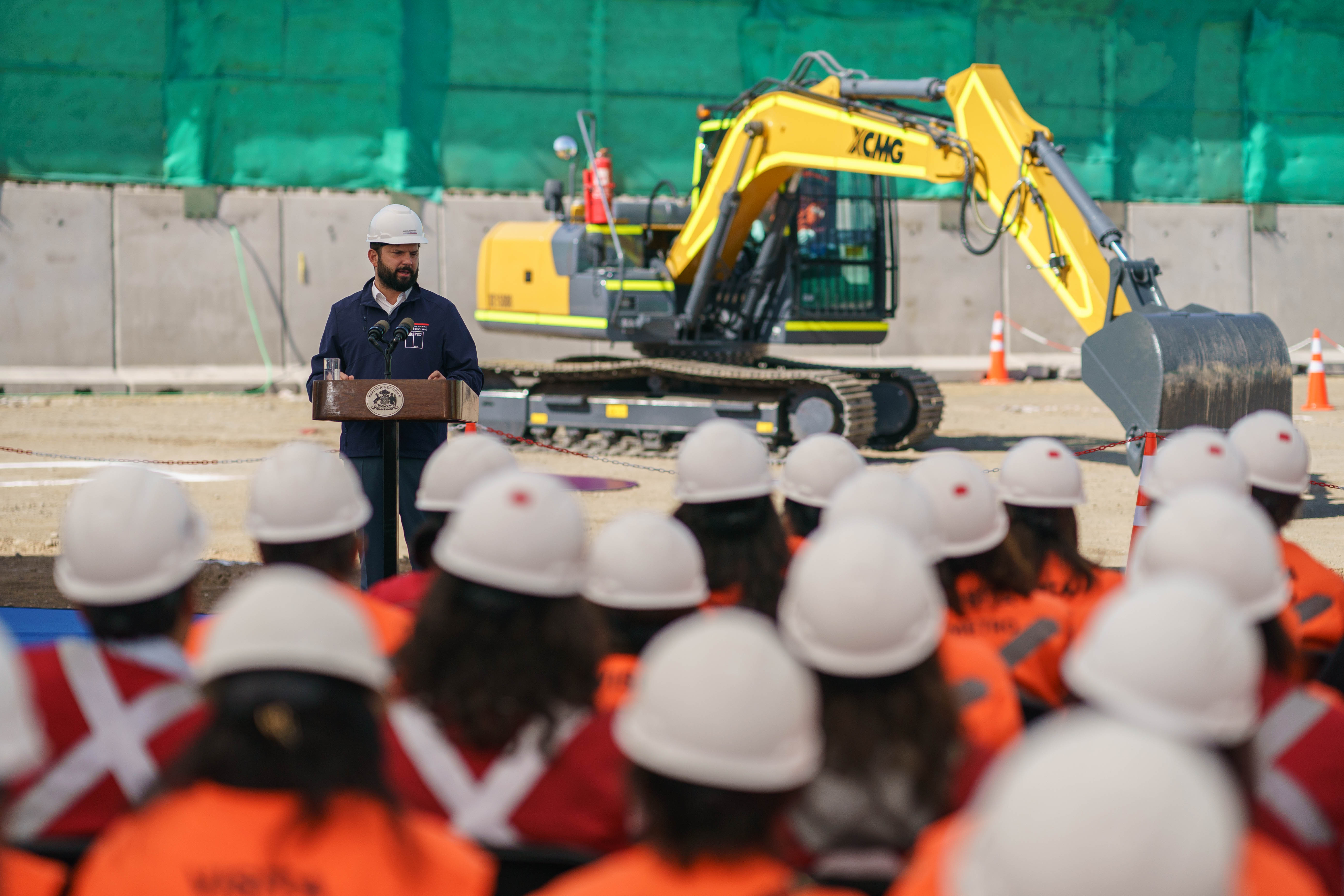
Ceremonia de inicio de obras de la extensión Cerrillos-Lo Errázuriz el 4 de abril de 2024.

En febrero de 2014, fue anunciada la construcción de la estación Lo Errázuriz en la intersección de las avenidas Salvador Allende y Lo Errázuriz en la comuna de Cerrillos.  La nueva estación terminal agregará un kilómetro al recorrido de la Línea 6 y permitirá que parte importante de los 30 millones de pasajeros que espera transporte el tren puedan combinar con el metro. El entonces ministro Pedro Pablo Errázuriz mencionó que “esta estación es fundamental, porque ayuda a convertir el Metro en una verdadera red y no en líneas de punto a punto”.
Con el anuncio del proyecto «Chile sobre Rieles» durante el segundo gobierno del presidente Sebastián Piñera en 2019, se confirmó que la línea 6 se extenderá hasta la estación Lo Errázuriz del servicio Tren Melipilla-Estación Central, implicando la construcción de la estación Lo Errázuriz.
En octubre de 2020, Metro de Santiago inició la licitación de la asesoría especializada y las ingenierías conceptual y básica para la construcción del túnel de 3 kilómetros que extiende la línea 6 hasta la futura estación, cuya inversión fue cercana a 240 millones de dólares.
En noviembre de 2021, Metro S.A. inició las licitaciones para la construcción de esta estación junto con los piques, galerías y túneles. El proyecto recibió su aprobación el 5 de septiembre de 2022, y en abril de 2023 se publicó la licitación para la construcción. Las obras de construcción de la extensión se iniciaron el 4 de abril de 2024. En abril del año siguiente, las obras alcanzaron un 21% de avance. Su inauguración está prevista para el último trimestre de 2027.

### Estación «Isidora Goyenechea» (2028)

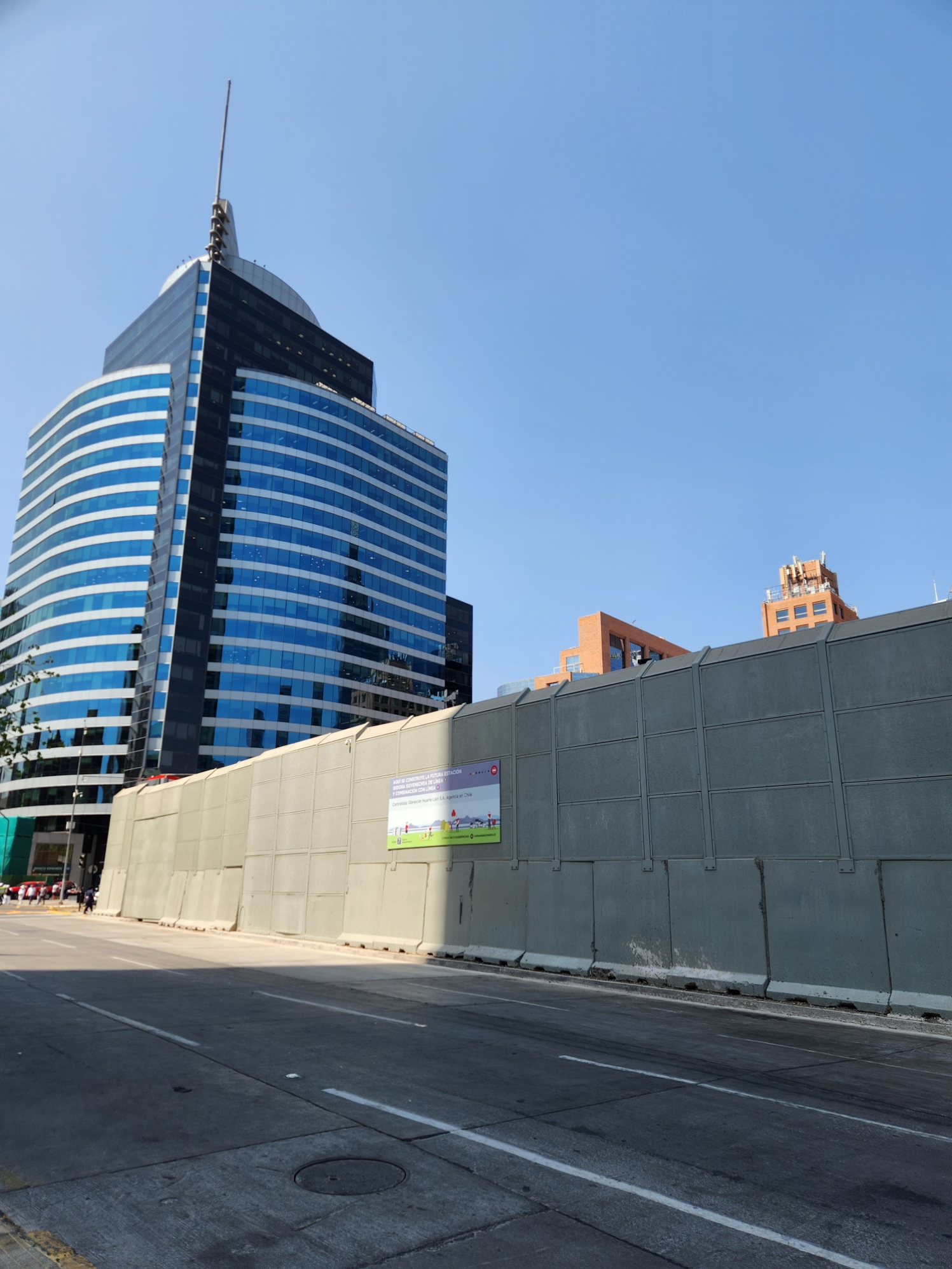
Cierre perimetral en la futura estación Isidora Goyenechea en febrero de 2024

Producto del anuncio de la construcción de la nueva Línea 7, en 2017 se anunció la extensión en un kilómetro de la Línea 6 desde la estación Los Leones hasta la futura estación Isidora Goyenechea, con lo cual ambas líneas estarán conectadas en la comuna de Las Condes en 2028.

### Extensión a Maipú poniente
En 2017, el expresidente Ricardo Lagos planteó la extensión de la Línea 6 hacia Maipú, por Avenida Salvador Allende, Divino Maestro, Los Tilos o también por Avenida Pedro Aguirre Cerda (si no se construía la estación Lo Errázuriz), luego por Avenida 5 de Abril y Avenida Camino a Rinconada, hasta Avenida 3 Poniente o 4 Poniente, en una zona densamente poblada de Maipú.
Luego de la inauguración de la Línea 3 en enero de 2019, el presidente Piñera reiteró que luego de los proyectos anunciados para los años 2026 y 2027 (las líneas 7, 8 y 9), estaba considerada la extensión de la línea 6 hasta al menos el Hospital El Carmen.
A inicios de 2023, el alcalde Tomás Vodanovic solicitó formalmente la extensión de la línea 6 hasta Avenida Las Naciones con Avenida Portales en el sector poniente de la comuna.
El 1 de junio de 2025, durante su última cuenta pública, el presidente Gabriel Boric anunció la extensión de la Línea 6 desde la estación Lo Errázuriz hasta el sector de Tres Poniente en Maipú, la extensión contempla 6,4 kilómetros con 3 nuevas estaciones.

## Estaciones
Las estaciones, en el sentido de poniente a oriente, son las siguientes:
| Estación                       | Inauguración           | [ 42 ]                     | Ubicación                                                  | Comuna              | Comb.                           | Estación                                    | Tipo de estación |
| ------------------------------ | ---------------------- | -------------------------- | ---------------------------------------------------------- | ------------------- | ------------------------------- | ------------------------------------------- | ---------------- |
| Lo Errázuriz                   | est. 2027              | Acceso para discapacitados | Av. Lo Errázuriz con Costanera Norte del Ferrocarril       | Cerrillos           | Tren Melipilla-Estación Central | En construcción                             | Subterránea      |
| Cerrillos                      | 2 de noviembre de 2017 | Acceso para discapacitados | Av. Departamental con Av. Buzeta y Av. Pedro Aguirre Cerda | Cerrillos           |                                 | Terminal                                    | Subterránea      |
| Lo Valledor                    | 2 de noviembre de 2017 | Acceso para discapacitados | Av. Carlos Valdovinos con Av. Maipú                        | Pedro Aguirre Cerda | Tren Nos-Estación Central       | De paso                                     | Subterránea      |
| Presidente Pedro Aguirre Cerda | 2 de noviembre de 2017 | Acceso para discapacitados | Av. Carlos Valdovinos con Club Hípico                      | Pedro Aguirre Cerda |                                 | De paso                                     | Subterránea      |
| Franklin                       | 2 de noviembre de 2017 | Acceso para discapacitados | Gran Avenida con Centenario                                | San Miguel          | Estación Intermodal Franklin    | De combinación                              | Subterránea      |
| Bío Bío                        | 2 de noviembre de 2017 | Acceso para discapacitados | Av. Santa Rosa con Centenario                              | Santiago            |                                 | De paso Desde 2030: Comb.                   | Subterránea      |
| Ñuble                          | 2 de noviembre de 2017 | Acceso para discapacitados | Av. Carlos Dittborn con Av. Vicuña Mackenna                | Ñuñoa               |                                 | De combinación                              | Subterránea      |
| Estadio Nacional               | 2 de noviembre de 2017 | Acceso para discapacitados | Av. Pedro de Valdivia con Av. Grecia                       | Ñuñoa               |                                 | De paso                                     | Subterránea      |
| Ñuñoa                          | 2 de noviembre de 2017 | Acceso para discapacitados | Av. Pedro de Valdivia con Av. Irarrázaval                  | Ñuñoa               |                                 | De combinación                              | Subterránea      |
| Inés de Suárez                 | 2 de noviembre de 2017 | Acceso para discapacitados | Av. Pedro de Valdivia con Av. Francisco Bilbao             | Providencia         |                                 | De paso                                     | Subterránea      |
| Los Leones                     | 2 de noviembre de 2017 | Acceso para discapacitados | Av. Providencia con Av. Suecia                             | Providencia         |                                 | Terminal y de combinación Desde 2033: Comb. | Subterránea      |
| Isidora Goyenechea             | est. 2028              | Acceso para discapacitados | Av. Vitacura con Av. Isidora Goyenechea                    | Las Condes          |                                 | En construcción                             | Subterránea      |

## Ficha técnica

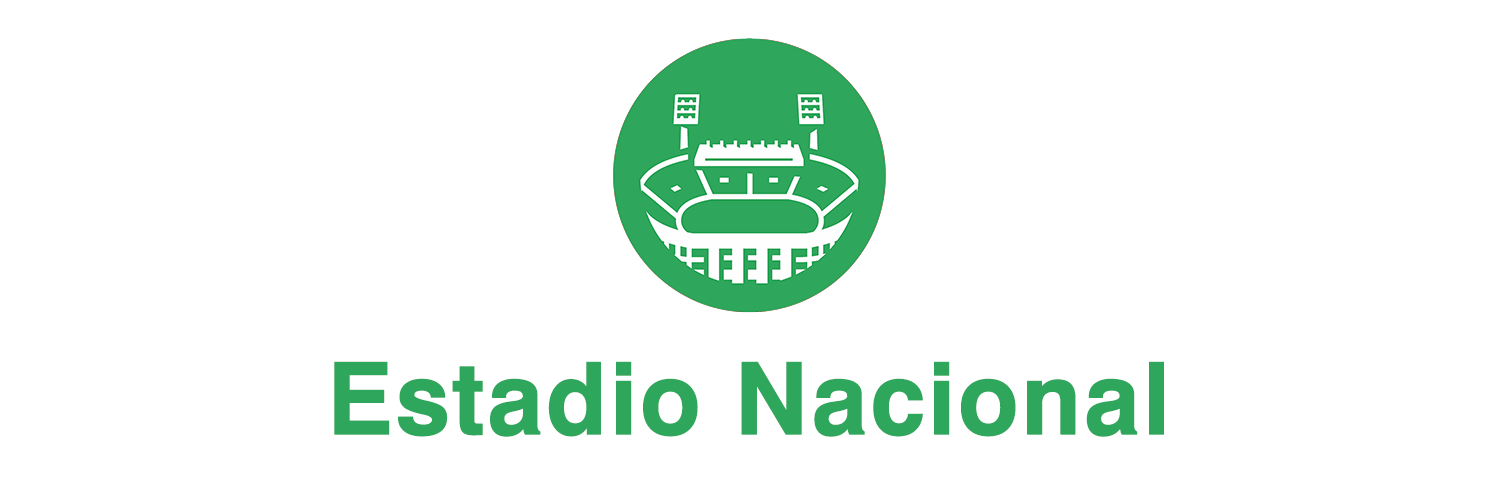
Cenefa utilizada actualmente en los andenes de la Línea 6.

- Nombre: Línea 6: Cerrillos-Los Leones
- Trazado:
  - Av. Departamental: 1 estación
  - Av. Carlos Valdovinos: 2 estaciones
  - Avenida Isabel Riquelme: 2 estaciones
  - Avenida Carlos Dittborn: 1 estación
  - Avenida Pedro de Valdivia: 3 estaciones
  - Avenida Providencia: 1 estación
- Método constructivo:
  - Cerrillos-Los Leones: Túnel
- Fechas de entrega:
  - Cerrillos-Los Leones: 2 de noviembre de 2017[1]
  - Lo Errázuriz: 2027[25]
  - Isidora Goyenechea: 2028[34]

## Material rodante

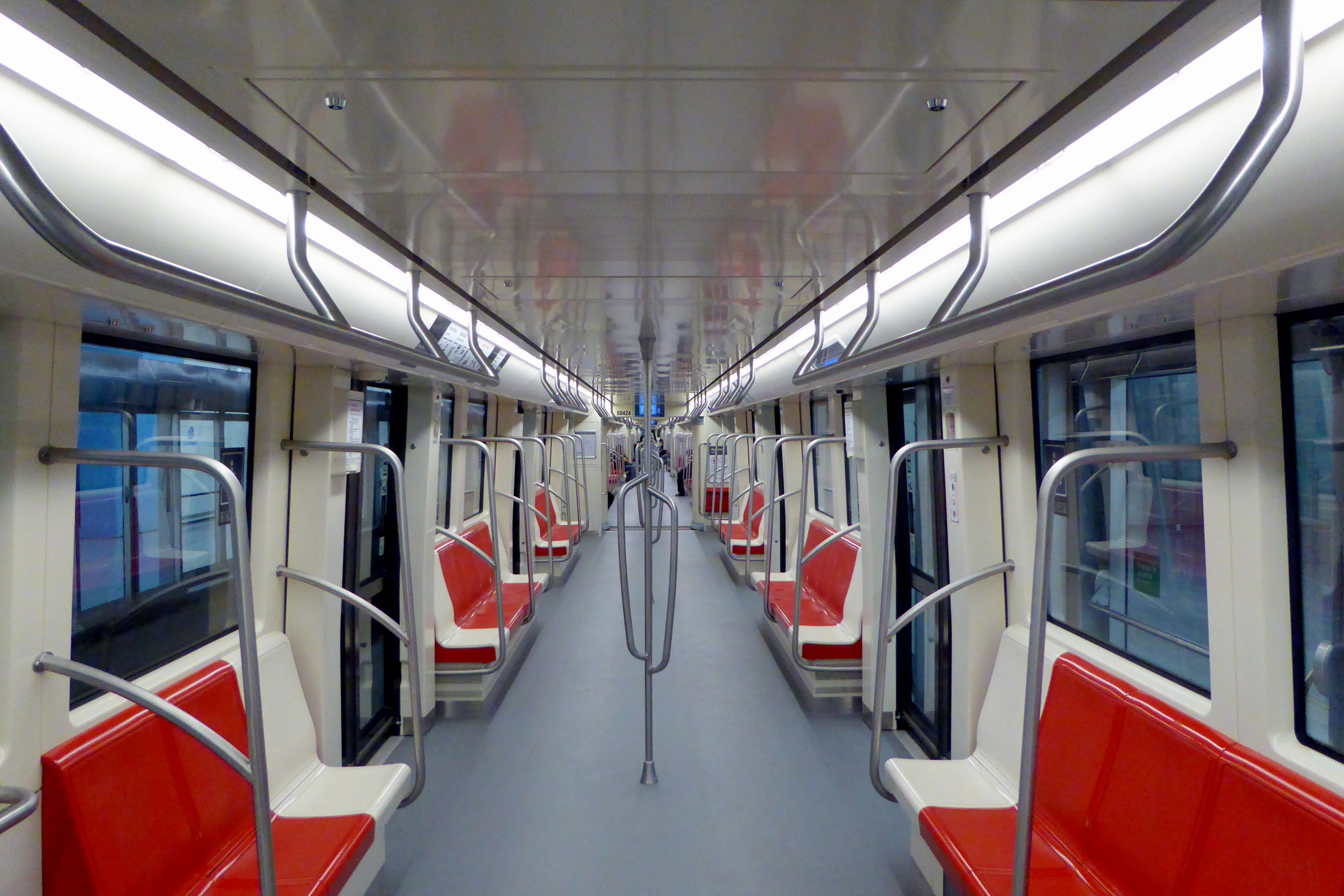
Interior de un tren AS-2014 en la estación Lo Valledor.

El material rodante utilizado por Metro de Santiago en esta línea consiste en trenes de rodadura férrea, pertenecientes al modelo AS-2014 y diseñados por el consorcio CAF-Thales. Los trenes cuentan con 5 coches y poseen sistema de pilotaje automático CBTC.